# René Vandereycken
René Vandereycken (* 22. Juli 1953 in Spalbeek) ist ein belgischer Fußballtrainer und ehemaliger Fußballspieler. Zuletzt trainierte er die belgische Nationalmannschaft.

## Spielerkarriere

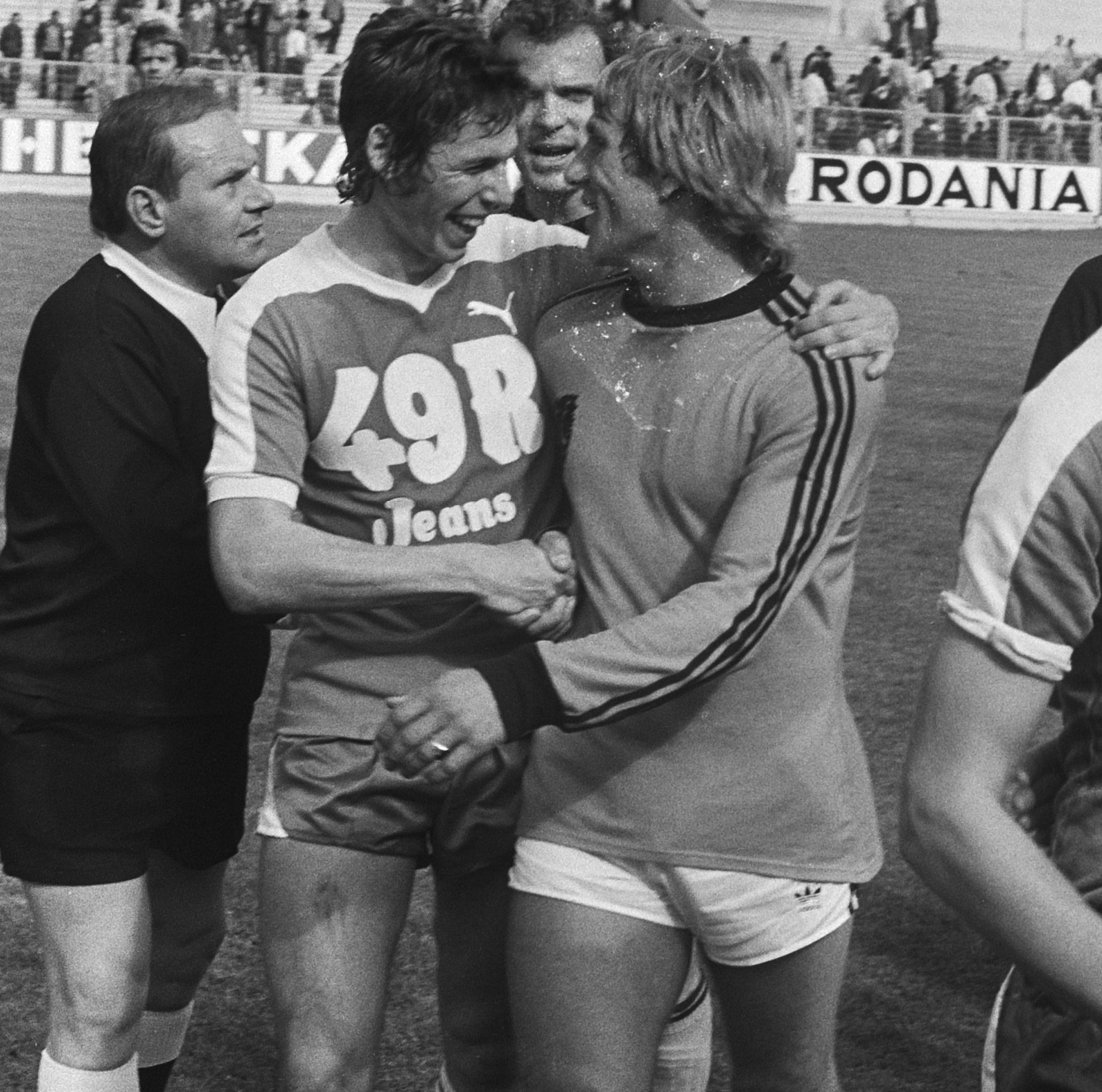
René Vandereycken (links) mit Johan Boskamp (1978)

### Verein
René Vandereycken begann seine Profikarriere 1971 beim belgischen unterklassigen Verein KSC Hasselt. Im Sommer 1974 wechselte der frühere Mittelfeldspieler zum belgischen Topverein FC Brügge. In sieben Jahren in Brügge gewann er mit dem Team 1976, 1977, 1978 und 1980 die Meisterschaft. Mit dem Pokalerfolg 1977 machte man in dieser Spielzeit das Double perfekt. Außerdem konnte Vandereycken mit dem Sieg des Superpokals 1980 auch noch den letzten nationalen Titel für seine Sammlung gewinnen.
Zur Saison 1981/82 zog es den Belgier zum CFC Genua, dem damaligen italienischen Aufsteiger in die  Serie-A. Mit dem 13. Platz sicherte sich die Mannschaft den Klassenerhalt. Den Durchbruch schaffte Vandereycken allerdings nicht und er wechselte 1983 wieder nach Belgien zum RSC Anderlecht. Dort hatte er nochmal drei erfolgreiche Jahre und wurde mit der Mannschaft 1985 und 1986 belgischer Meister. Zur Spielzeit 1986/87 versuchte es Vandereycken wieder im Ausland und unterzeichnete beim damaligen Bundesligisten Blau-Weiß 90 Berlin. Sein Debüt in Deutschlands höchster Spielklasse gab er am 11. Spieltag gegen den FC Bayern München am 18. Oktober 1986. Nach dem Abstieg der Berliner entschied sich der Mittelfeldspieler, erneut nach Belgien zu gehen und schloss sich KAA Gent an. Zwei Jahre später beendete er seine aktive Profikarriere.

### Nationalmannschaft
Vandereycken nahm als Spieler mit der belgischen Nationalmannschaft an der EM 1980, der WM 1982, der EM 1984 und der WM 1986 teil.
1980 erreichte die Mannschaft das Finale der Europameisterschaft, musste sich allerdings Deutschland mit 1:2 geschlagen geben. Nach dem 1:0 durch Horst Hrubesch in der 10. Minute glich Vandereycken in der 76. Minute per Elfmeter aus, ehe erneut Hrubesch den Endstand erzielte.
Bei der EM 1984 schied die belgische Mannschaft bereits nach der Vorrunde aus. Zur WM 1982 erreichte man die Zwischenrunde, vier Jahre darauf war erst im Halbfinale schluss, als das Team gegen Argentinien mit 0:2 scheiterte. Das Spiel um Platz drei wurde mit 2:4 nach Verlängerung gegen Frankreich verloren.
Siehe auch:
- Belgien bei der Weltmeisterschaft 1982
- Belgien bei der Europameisterschaft 1984
- Belgien bei der Weltmeisterschaft 1986

## Erfolge als Spieler
- Belgischer Meister mit FC Brügge: 1976, 1977, 1978, 1980
- Belgischer Pokalsieger mit FC Brügge: 1977
- Belgischer Superpokalsieger mit FC Brügge: 1980
- Belgischer Meister mit RSC Anderlecht: 1985, 1986
- Vizeeuropameister 1980
- WM-Vierter 1986

## Trainerkarriere
Nach Ablauf der aktiven Karriere übernahm Vandereycken den KAA Gent übergangslos. Insgesamt vier Jahre hatte er dort den Cheftrainerposten inne, ehe sich beide Seiten im März 1993 trennten. Im Oktober 1993 zog es ihn zu Standard Lüttich. Doch bereits nach einem Jahr war dort Schluss und Vandereycken wurde von Robert Waseige ersetzt. So unterzeichnet er beim unterklassigen Verein RWD Molenbeek. Dort war er bis 1997 aktiv, bis sein ehemaliger Verein RSC Anderlecht ihn engagierte, wo er Johan Boskamp beerbte. Nach kurzer Zeit wurde er aber von Arie Haan ersetzt. Nach drei Jahren Pause war Vandereycken vom 1. Juni 2000 bis zum 14. November 2000 für 13 Spiele Trainer des 1. FSV Mainz 05. Nach schlechtem Start wurde er allerdings schnell wieder entlassen. Von 2002 bis 2004 betreute er den niederländischen Verein FC Twente Enschede und anschließend bis 2005 KRC Genk. In Genk wurde er überraschenderweise entlassen. Zuvor führte er die Mannschaft noch in den UEFA-Pokal, als man in den Ausscheidungsspielen Standard Lüttich bezwingen konnte. Vom 1. Januar 2006 bis zum 7. April 2009 war er der Nationaltrainer Belgiens. Sieben Tage vor seiner Entlassung verlor die Mannschaft mit 1:2 im Qualifikationsspiel zur WM 2010 gegen Bosnien-Herzegowina. Es war die dritte Pflichtspielniederlage in Folge für sein Team und die Qualifikation rückte damit in die Ferne. Bereits 2008 verpasste er mit seiner Mannschaft die Europameisterschaft. Seither ist der Fußballtrainer vereinslos.